# 울진대게와 붉은대게 축제
울진대게와 붉은대게 축제는 경상북도 울진군 후포면에서 개최하는 특산물 축전이다.